# 다카다 사건

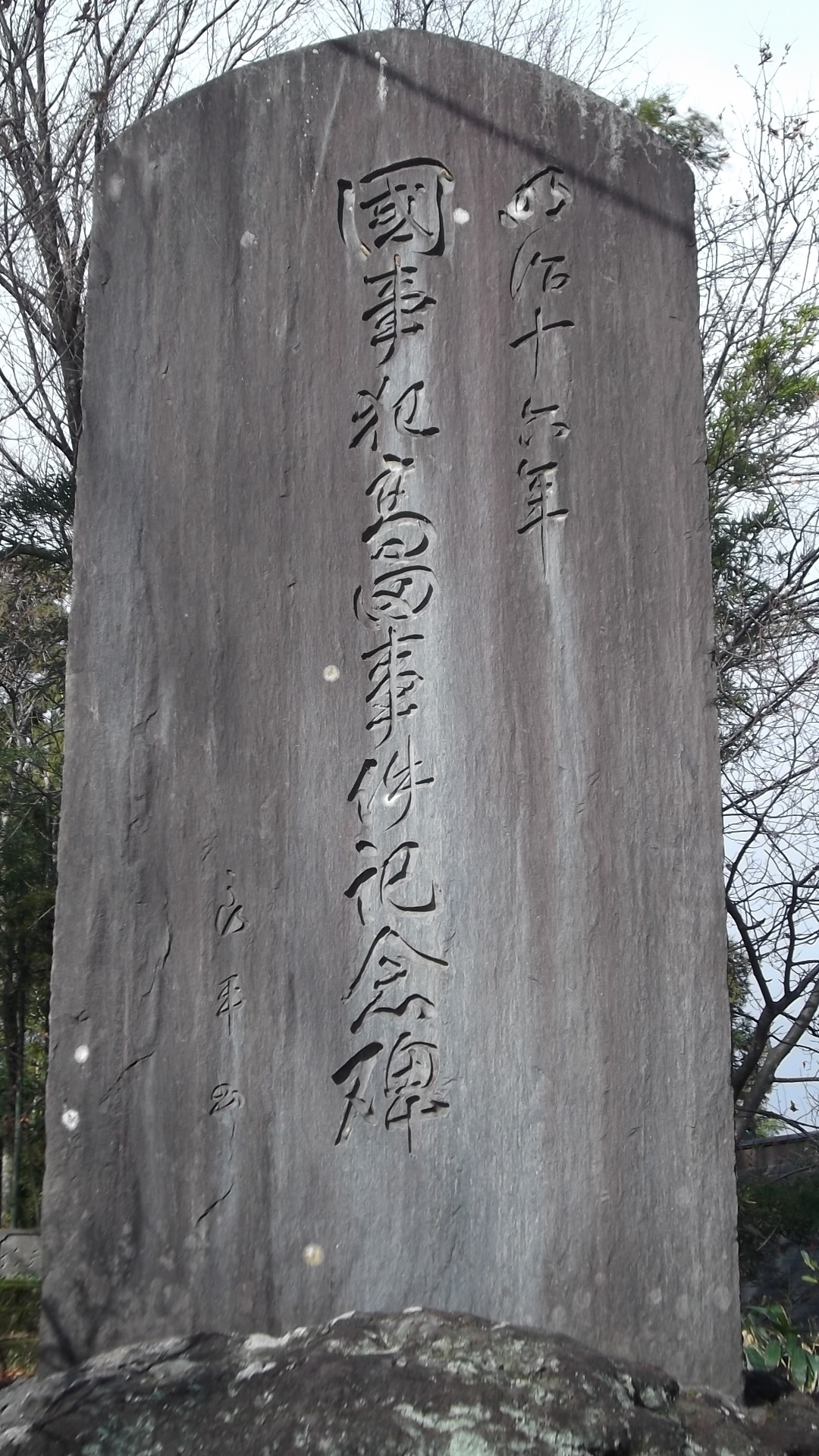
니가타현 조에쓰시 소재 국사범 다카다사건비.

다카다 사건(일본어: 高}たか田事件 타카다지켄[*])은 1883년 3월 20일 니가타현 다카다·구부키 지방(현 니가타현 조에쓰시)를 중심으로 한 자유 민권 운동 탄압사건이다.
3월 10일, 도야마현 다카오카시에서 자유당원들이 주최하여 호쿠리쿠 지방 7주 유지간담회가 개최되면서 호쿠리쿠 지방에서 자유민권운동은 최고조에 달했다. 그런데 19일 참여자 중 한 명인 하세가와 사부로가 경찰관을 모욕한 혐의로 체포되고, 그 다음날 하세가와의 자백에 따라 아카이 카게아키 등니가타현 활동가 20여 명이 정부전복 모의 혐의로 체포되었다. 하세가와는 사실 니가타 시심재판소  타카다지청 검사보 호리코타의 부하로서, 프락치로 자유당에 침투한 것이었다.
그리하여 5월까지 자유당 당원과 지지자 37명이 체포되었다. 그러나 애초에 정부전복 계획 자체가 허위조작이었기 때문에 대부분 혐의에 증거가 발견되지 않아 8월까지 22명은 불기소 처분되고 자유당 간부 12명만 기소되었다.
그런데 조사 과정에서 아카이가 지난 해 11월 4일 함께 체포된 이노우에 헤이자부로, 카자마 야스타로 2인과 다카다에서 협의하여 "천주당(天誅党)"이라는 비밀결사를 결성해 정부고관의 암살을 기획한 결성동의서가 발견되었다. 그 암살계획은 구체적인 것은 아니었지만 아카이의 자필이 확실하여 당국은 이상 3인을 국사범으로 고발했다. 나머지 두 명은 물증이 없어서 고등재판소의 예심에서 면소되었지만, 친필로 문서를 작성한 아카이는 금고 9년 판결을 받았다. 아카이는 이듬해 탈옥했다가 목격자인 인력거꾼을 살해, 9월에 시즈오카현에서 체포되어 1885년 7월 27일 살인죄를 저지른 단순 흉악범으로서 교수형되었다.

## 참고 자료
- 大日方純夫「高田事件」『日本史大事典 4』（平凡社、1993年）ISBN 4-582-13104-2
- 阿部恒久「高田事件」『国史大辞典 9』（吉川弘文館、1988年）ISBN 4-642-00509-9